# Awentyn (imię)
Awentyn – imię męskie pochodzenia łacińskiego, oznaczające "mieszkaniec Awentynu",
wysuniętego najbardziej na południe wzgórza w starożytnym Rzymie. Istnieje dwóch świętych patronów tego imienia, m.in. Awentyn z Troyes we Francji.
Awentyn imieniny obchodzi 4 lutego.